# Marie Miller
Marie Miller (* 8. April 1770 als Marie-Élisabeth-Anne Houbert in Auxonne; † 18. April 1833 in Paris) war eine französische Tänzerin.
Als Tochter eines Musikers der Tanzgruppe Grands Danseurs du Roi debütierte sie 1781 am Théâtre des Variétés-Amusantes und tanzte anschließend bei den Grands Danseurs du Roi. Anschließend trat sie 1786 in die Académie royale de musique ein und heiratete 1795 den Tänzer Pierre Gardel, in dessen Stücken sie mehrfach Auftritte hatte, so etwa in Persée et Andromède.
Sie verließ die Bühne im Jahr 1816. Im Januar 1816 war ihre Tochter, die Komponistin Amélie Gardel-Habeneck vorverstorben.
Jean Georges Noverre sagte über sie: „Ihr Tanz ist blendend; aus ihren Füßen sprießen sozusagen Diamanten; […] sie ist für den Tanz das, was die Venus von Medici für die Skulptur ist.“